# آتنا کو
آتنا کو (انگلیسی: Athena Co) شرکت بازی ویدئویی ژاپنی است، که در سال ۲۰۱۳ تأسیس شد.